# Wildapfel im Fort Hahneberg

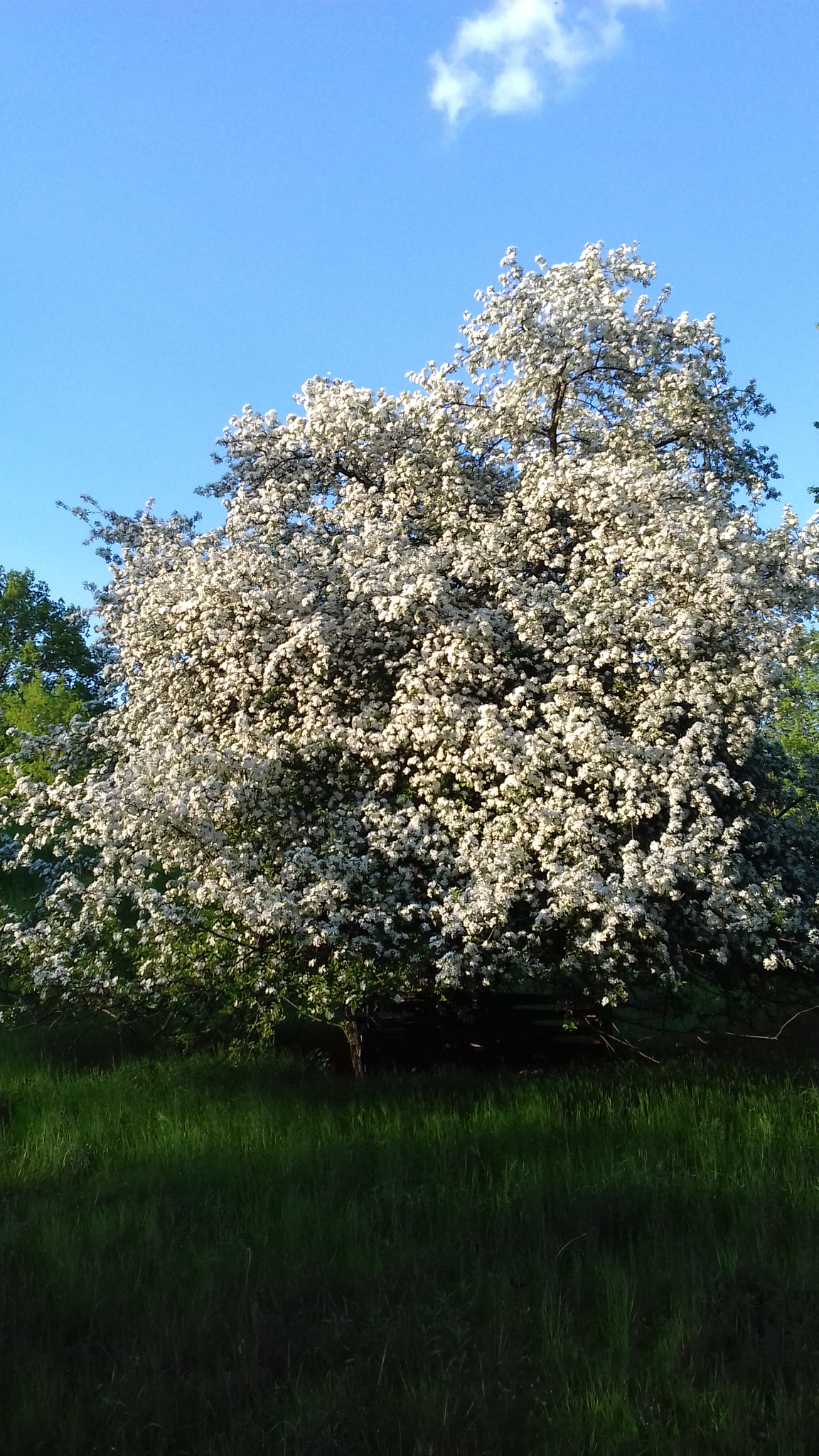
Blühender Wildapfelbaum, Mai 2016

Der Wildapfel im Fort Hahneberg ist ein wilder Apfelbaum im Berliner Ortsteil Staaken.

## Lage und Beschreibung
Der wilde Apfelbaum der Art Malus prunifolia (umgangssprachlich falsch als ‚Kirsch-Apfel‘ bezeichnet), der zur botanischen Familie der Rosaceae (Rosengewächse) gehört, hat seinen Standort im rechten Innenhof des Forts Hahneberg. Der Baum, dessen Alter bei der Unterschutzstellung auf 80 bis 100 Jahre geschätzt wurde, hat sich mutmaßlich von selbst an dieser Stelle angesiedelt. Es wird aber vermutet, dass diese Schätzung des Alters zu hoch gegriffen ist. Die Erdmassen in diesem Bereich wurden erst später bewegt. Die Sandabdeckung der Kaserne ist erst gegen 1947 in den Hof gerutscht, vermutlich im Zuge der Baustoffgewinnung.
Der Gesundheitszustand des Baumes wird als gut, seine Gesamterscheinung als malerisch und makellos beschrieben. Von April bis Mai trägt der Baum weiße radförmig fünfzählige Blüten und kleine rote Früchte im Herbst. Der Geschmack dieser Früchte wird als holzig und sauer beschrieben.

## Naturschutz
Für den Berliner Raum ist der Baum von Größe und Alter eine Besonderheit und Seltenheit; vergleichbare wilde Apfelbäume sind in der näheren Umgebung nicht bekannt. Der Baum wurde 2001 von der Behörde in Berlin offiziell als Naturdenkmal ausgewiesen. Er erhielt um seinen Stamm einen Schutzzaun, damit weidende Schafe und Ziegen seine Rinde nicht abknabbern.